# Vukanja
Vukanja (en serbe cyrillique : Вукања) est un village de Serbie situé dans la municipalité d'Aleksinac, district de Nišava. Au recensement de 2011, il comptait 596 habitants.

## Géographie

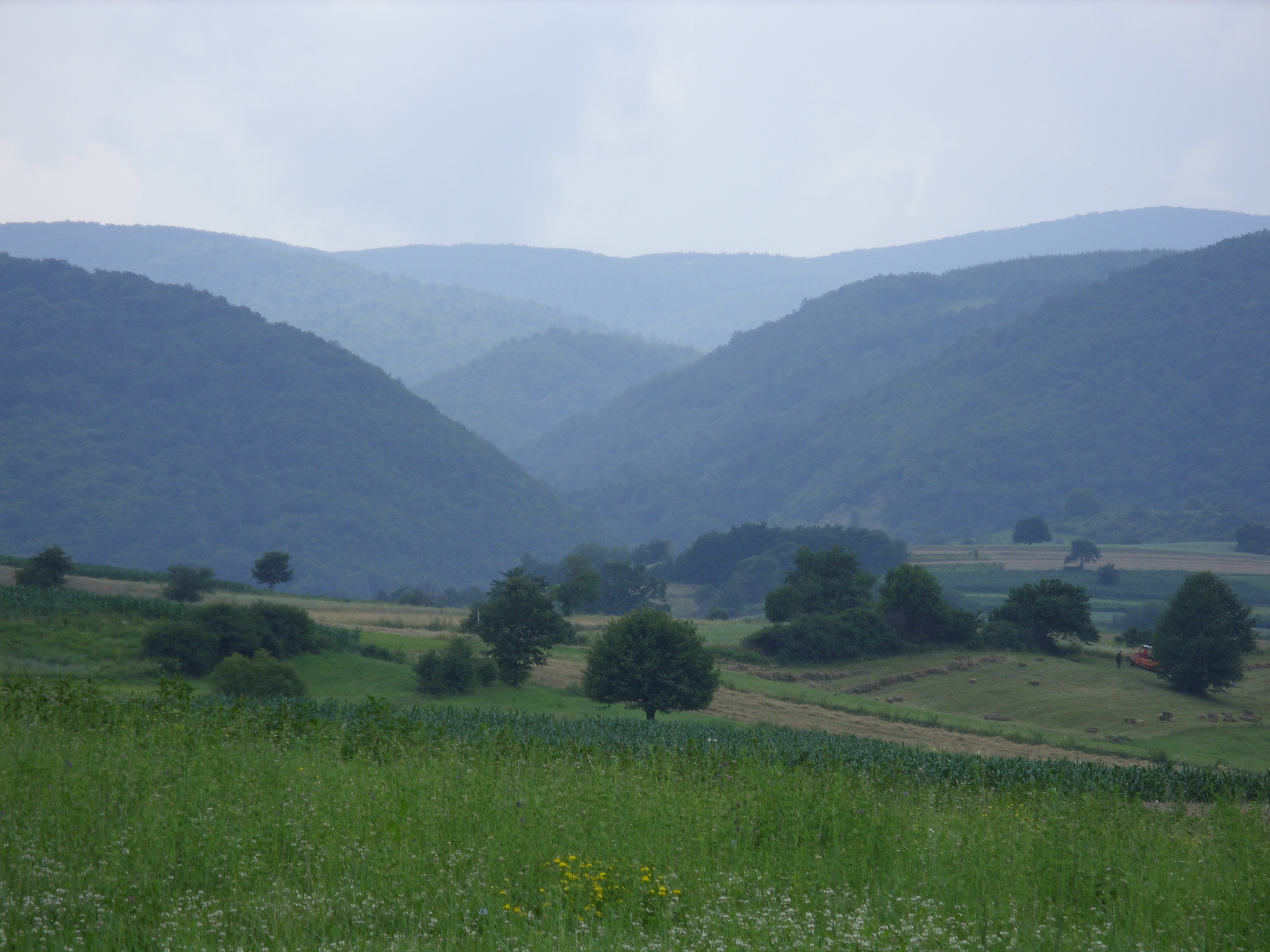
Collines aux alentours du village
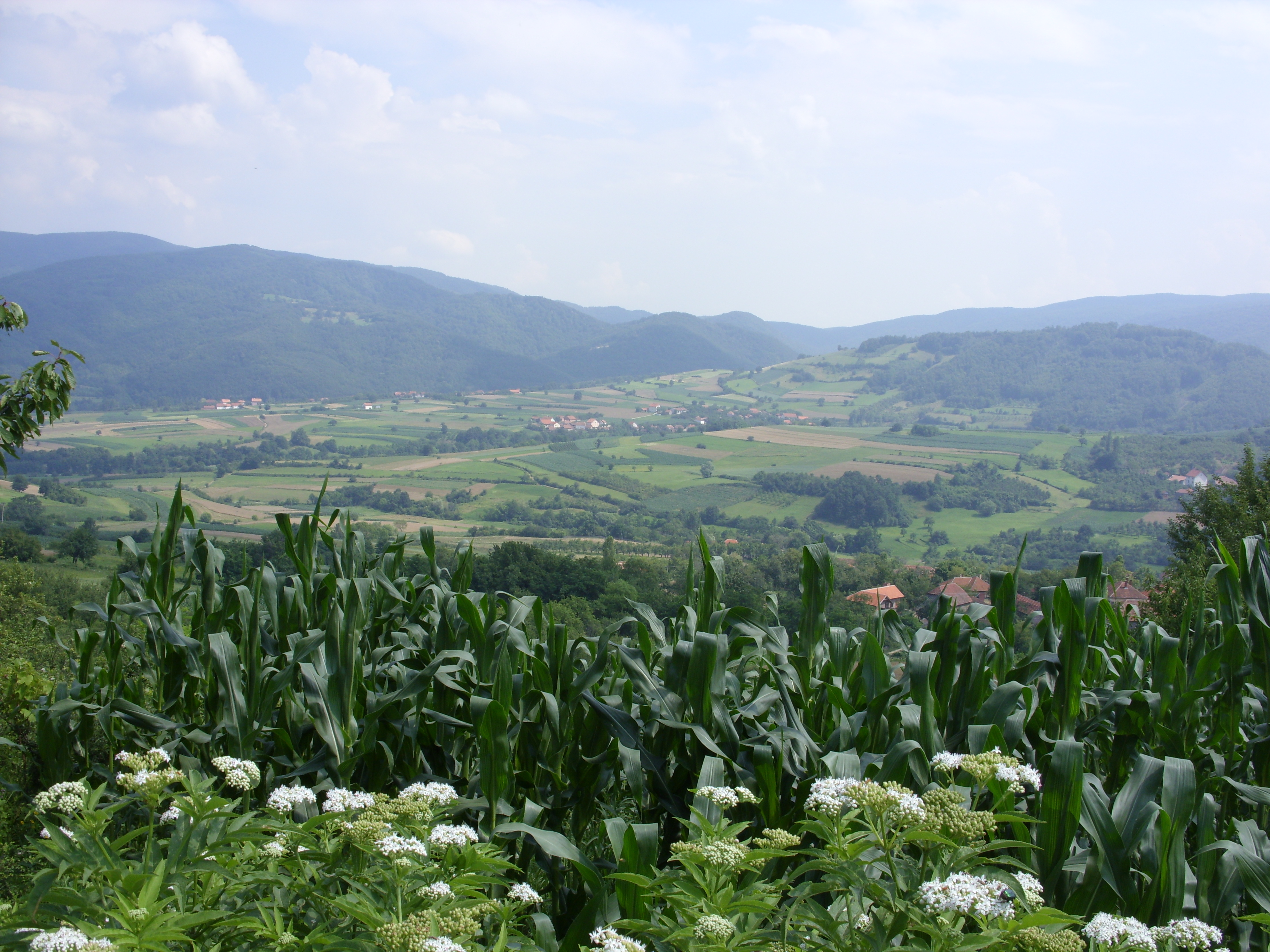
Panorama du village

## Économie

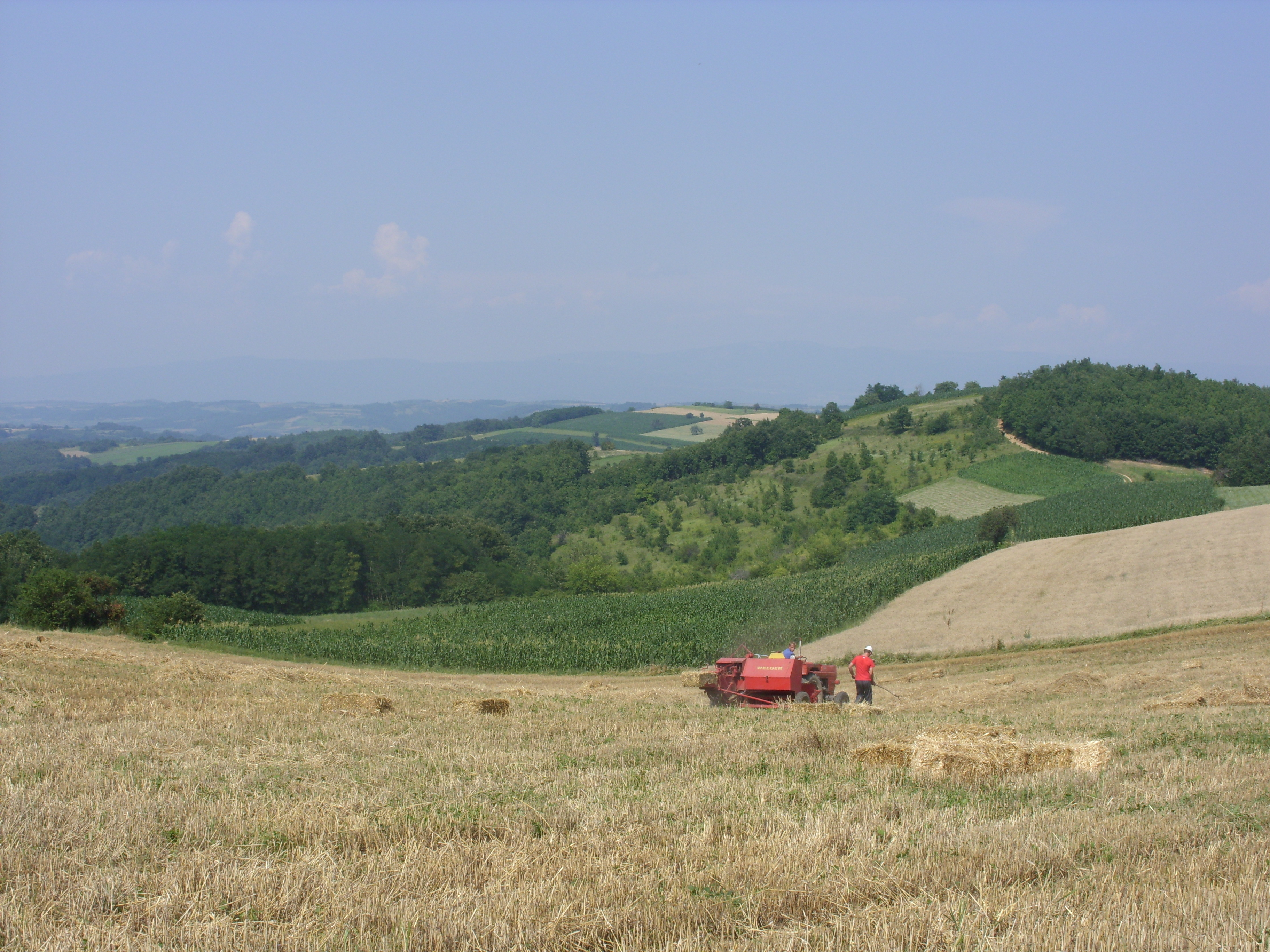
La moisson du blé à Vukanja

## Démographie
| 1948  | 1953  | 1961  | 1971  | 1981  | 1991 | 2002 | 2011 |
| ----- | ----- | ----- | ----- | ----- | ---- | ---- | ---- |
| 1 131 | 1 172 | 1 143 | 1 071 | 1 038 | 883  | 705  | 596  |

|  |